# Calle de Desfar
La calle de Desfar, está ubicada en el barrio barcelonés de Nou Barris. Tiene unos 800 metros de longitud. Depende del tramo, puede ser peatonal o de sentido único para los vehículos. La calle cruza un importante paseo barcelonés, Fabra i Puig.